# Soblahov
Soblahov este o comună slovacă, aflată în districtul Trenčín din regiunea Trenčín. Localitatea se află la altitudinea de 280 m deasupra n.m., se întinde pe o suprafață de 17,38 km2 și în 2017 număra 2.314 locuitori. Se învecinează cu comuna Mníchova Lehota.
Localitatea este înfrățită cu Gmina Rudniki⁠(d).

## Istoric
Localitatea Soblahov este atestată documentar din 1332.

## Demografie
| An:                | 1994 | 2004   | 2014    | 2024   |
| ------------------ | ---- | ------ | ------- | ------ |
| Număr de persoane: | 1872 | 1957   | 2240    | 2391   |
| Diferență:         |      | +4,54% | +14,46% | +6,74% |

| An:                | 2023 | 2024   |
| ------------------ | ---- | ------ |
| Număr de persoane: | 2388 | 2391   |
| Diferență:         |      | +0,12% |